# Pierre Turgeon
Pierre Julien Turgeon (Rouyn-Noranda, 28 agosto 1969) è un ex hockeista su ghiaccio canadese.

## Biografia
Nel corso della sua carriera ha giocato con Granby Bisons (1985-1987), Buffalo Sabres (1987-1992), New York Islanders (1991-1995), Montreal Canadiens (1994-1997), St. Louis Blues (1996-2001), Dallas Stars (2001-2004) e Colorado Avalanche (2005-2007).
Ha conquistato a titolo individuale il Lady Byng Memorial Trophy nel 1993.
Il figlio Dominic Turgeon, nato nel 1996, è anch'egli un hockeista su ghiaccio.